# Ивашково (Зарайский район)
Ивашково — деревня в Зарайском районе Московской области, в составе муниципального образования сельское поселение Каринское (до 29 ноября 2006 года входила в состав Летуновского сельского округа).

## География
Ивашково расположено в 19 км на юго-восток от Зарайска, на запруженном безымянном ручье, левом притоке реки Вожа, высота центра деревни над уровнем моря — 163 м.

## Население
| 2002 | 2006 | 2010 |
| ---- | ---- | ---- |
| 15   | ↘9   | ↘6   |